# Черношейный скворец
Черношейный скворец (лат. Gracupica nigricollis) — небольшая певчая птица из семейства скворцовых, распространённая на юго-востоке Китая и странах Индокитая. Обычный вид, обитатель равнинных открытых пространств — степей, травянистых лужаек, рисовых полей, реже низкорослого леса. Легко уживается рядом с человеческим жильём.
Традиционно относится к роду Sturnus.

## Описание
Крупный скворец. Длина 26—30 см, размах крыльев 14,6—16,2 см. Голова, горло, грудь и брюхо грязновато-белые. На макушке перья несколько разлохмачены, вокруг глаз хорошо заметно кольцо жёлтой неоперённой кожи. На шее имеется широкий воротник чёрных с небольшим металлическим отливом перьев. Радужная оболочка светло-серая, клюв тёмный. Спина, крылья и хвост преимущественно буровато-чёрные, за исключением белых оснований первостепенных маховых и белой полосы по краю хвоста. Ноги жёлтые. Самки и самцы внешне друг от друга не отличаются. У молодых птиц чёрный воротник не выражен, а голова, шея и брюхо более пёстрое — буровато-серое с белыми пестринами.

## Распространение
Обитает на юго-востоке Китая, Мьянме, Камбодже, Таиланде, Лаосе и Вьетнаме. В южной части Малайского полуострова отсутствует.

## Размножение
В отличие от многих других видов скворцов, черношейный скворец строит отдельное гнездо, а не использует подходящие отверстия и ниши. Гнездо — грубая выпуклая постройка из тонких веточек, сухой травы или рисовой соломы и выложенная травой, перьями и цветками. Оно обычно располагается на вершине дерева посреди луга либо на его окраине. В кладке обычно 3—5 голубых или голубовато-зелёных яиц без рисунка. Размеры яиц (29—37) x (21—25) мм.

## Питание
Питается кузнечиками, сверчками, дождевыми червями, семенами некоторых растений.